# 潘瑄
潘瑄（1429年—？），字廷璽，河南河南府洛陽縣人，明朝政治人物。進士出身。

## 生平
景泰四年（1453年）舉癸酉科河南鄉試第六十一名。天順四年（1460年）中式庚辰科會試第四十六名，殿試登進士第三甲第十七名。

## 家族
曾祖父潘彥剛。祖父潘守信。父亲潘祺。